# Giro dell'Appennino 2017
Il Giro dell'Appennino 2017, settantottesima edizione della corsa, valevole come evento dell'UCI Europe Tour 2017 e della Ciclismo Cup 2017, di categoria 1.1, si svolse il 9 aprile 2017 su un percorso di 199 km con partenza da Novi Ligure e arrivo a Chiavari, in Italia. La vittoria fu appannaggio dell'italiano Danilo Celano che terminò la gara in 5h00'30", alla media di 39,734 km/h, precedendo il colombiano Egan Bernal e il connazionale Manuel Senni.
Sul traguardo di Chiavari 90 ciclisti, su 139 partiti da Novi Ligure, portarono a termine la competizione.

## Squadre e corridori partecipanti
| N.    | Cod. | Squadra                          |
| ----- | ---- | -------------------------------- |
| 1-8   | GAZ  | Gazprom-RusVelo                  |
| 11-18 | ITA  | Italia                           |
| 21-28 | AND  | Androni Giocattoli-Sidermec      |
| 31-38 | BAR  | Bardiani-CSF                     |
| 41-48 | NIP  | Nippo-Vini Fantini               |
| 51-58 | WIL  | Wilier Triestina-Selle Italia    |
| 61-68 | RUS  | Russia                           |
| 71-78 | CYC  | 0711/Cycling                     |
| 81-88 | AMO  | Amore & Vita-Selle SMP-Fondriest |

| N.      | Cod. | Squadra                       |
| ------- | ---- | ----------------------------- |
| 91-98   | BSM  | Bicicletas Strongman          |
| 101-108 | AZT  | D'Amico-Utensilnord           |
| 111-118 | GME  | GM Europa Ovini               |
| 121-128 | MKT  | Meridiana-Kamen Team          |
| 131-138 | SAN  | Sangemini-Mg.KVis             |
| 141-148 | VOL  | Team Vorarlberg               |
| 151-158 | TIR  | Tirol Cycling Team            |
| 161-168 | UNI  | Unieuro Trevigiani-Hemus 1896 |
| 171-178 | WSA  | WSA-Greenlife                 |

## Ordine d'arrivo (Top 10)
| Pos. | Corridore          | Squadra      | Tempo    |
| ---- | ------------------ | ------------ | -------- |
| 1    | Danilo Celano      | Amore & Vita | 5h00'30" |
| 2    | Egan Bernal        | Androni      | a 16"    |
| 3    | Manuel Senni       | Italia       | s.t.     |
| 4    | Cristian Rodríguez | Wilier       | s.t.     |
| 5    | Rodolfo Torres     | Androni      | s.t.     |
| 6    | Mattia Cattaneo    | Androni      | s.t.     |
| 7    | Fausto Masnada     | Androni      | a 34"    |
| 8    | Matteo Busato      | Wilier       | s.t.     |
| 9    | Ivan Santaromita   | Nippo        | s.t.     |
| 10   | Óscar Sánchez      | Strongman    | s.t.     |